# Чумлякский сельсовет
Чумлякский сельсовет — упразднённые административно-территориальная единица и муниципальное образование (сельское поселение) в Щучанском районе Курганской области Российской Федерации.
Административный центр — село Чумляк.
9 января 2022 года сельсовет был упразднён в связи с преобразованием муниципального района в муниципальный округ.

## История
Чумлятская слобода (1679), первое время носила название Верхне — Миасская Чумлятская. «Верхняя Миасская Чумлятская слобода по указу великих государей … заводил и строил тое слободу Васька Соколов з братом…»
…"Чумляцкая слобода, обнесённая деревянным укреплением, построена на высоком берегу реки Мияса, потопляющей низменныя ея места, ниже впадающей в оную с сей стороны реки Большого Чумляка и изтока малого Чумляка…".
Спаская церковь 1789 г. Деревни прихода: Зайково, Калмыкова-Камыш, Калмакова, Ключевская, Козина, Кузнецова, Мокрый Лог, Пуктышская, Сухоборская, Тукманская, Чистовская и Щучье. 
Будущий император Александр II со своей свитой путешествовал по своей империи. В его свите находился известный поэт Василий Андреевич Жуковский. Во время поездки в июне 1837 года Жуковский сделал немало рисунков, среди которых вид Златоустовского завода, станиц Чумлякской, Сыростана, Магнитной, гор и озёр.
В 1913 году в селе Чумляк открылась земская больница на 50 коек. Врачом был А. И. Кожеуров ). 
Митинг в поддержку временного правительства в селе Чумляк. Митинг собрал до тысячи человек из Чумляка и ближайших деревень. Открыл митинг Е. В. Евладов, оратор Н. Н. Уманцев, С. Н. Баевская, А. А. Пуцкарёва. Митинг высказался за демократическую республику. 
Гражданская война — главным центром формирования белогвардейских войсковых частей на Урале летом 1918 года стал Челябинск. На начало августа 1918 года в рядах Уральского корпуса под командованием генерал-лейтенанта М. В. Ханжина были включены отдельные пешие и конные сотни Оренбургского казачьего войска, среди которых Чумлякский летучий отряд (с. Чумляк, начальник — подпоручик Быков), Щучанский боевой летучий отряд (с. Щучье, начальник — подпоручик Носов).
В годы Великой Отечественной войны в селе Чумляк был эвакуационный госпиталь № 3122 на 200 коек с 1.08.1941 года по 27 сентября 1943 года. Был интернат связи № 32, а потом как обычный детский дом, в котором воспитывалось 900 человек. В 1969 году он был расформирован.
Статус и границы установлены Законом Курганской области от 3 декабря 2004 года № 899 «Об установлении границ муниципального образования Чумлякского сельсовета, входящего в состав муниципального образования Щучанского района».

## Население
| 1989  | 2002  | 2004  | 2010  | 2012  | 2013  | 2014  | 2015  | 2016  |
| ----- | ----- | ----- | ----- | ----- | ----- | ----- | ----- | ----- |
| 1782  | ↘1552 | ↘1542 | ↘1304 | ↘1278 | ↘1234 | ↘1184 | ↘1144 | ↘1098 |
| 2017  | 2018  | 2019  | 2020  |       |       |       |       |       |
| ↘1072 | ↗1078 | ↘1071 | ↘1068 |       |       |       |       |       |

## Состав сельского поселения
| № | Населённый пункт | Тип населённого пункта       | Население |
| - | ---------------- | ---------------------------- | --------- |
| 1 | Красный Увал     | деревня                      | →75       |
| 2 | Кузнецово        | деревня                      | ↘51       |
| 3 | Снегири          | посёлок                      | ↘3        |
| 4 | Советская        | деревня                      | ↘207      |
| 5 | Чумляк           | село, административный центр | ↗968      |